# Grindelia tehuelches
Grindelia tehuelches là một loài thực vật có hoa trong họ Cúc. Loài này được (Speg.) Cabrera mô tả khoa học đầu tiên năm 1944.